# Podróż apostolska Franciszka do Gruzji i Azerbejdżanu
Podróż apostolska Franciszka do Gruzji i Azerbejdżanu – szesnasta podróż apostolska papieża Franciszka do Gruzji i Azerbejdżanu, która odbyła się w dniach 30 września – 2 października 2016. Podróż przebiegała pod hasłami: Wszyscy jesteśmy braćmi (Azerbejdżan) oraz Pokój wam (Gruzja).
Franciszek był drugim papieżem odwiedzającym Gruzję oraz Azerbejdżan. Poprzednim był Jan Paweł II, który Gruzję odwiedził w 1999 zaś Azerbejdżan w 2002 roku.

## Program pielgrzymki
- 30 września 2016

O 9:00 rzymskiego czasu papież wyleciał samolotem z rzymskiego lotniska Fiucimino do Gruzji; o 15:00 gruzińskiego czasu samolot z nim wylądował na lotnisku w Tbilisi. O 15:30 papież spotkał się w Pałacu Prezydenckim z prezydentem Gruzji Giorgim Margwelaszwilim; o 16:00 spotkał się z władzami Gruzji, mieszkańcami Tbilisi i korpusem dyplomatycznym Gruzji. Po spotkaniu z władzami Gruzji o 16:30 papież został przyjęty przez Patriarchę Gruzji Eliasza II w Pałacu Patriarchatu. Na koniec o 18:00 papież spotkał się ze społecznością asyryjsko-chaldejską.
- 1 października 2016

O 10:00 papież odprawił mszę świętą na stadionie im. Micheila Meschiego. O 15:45 w katedrze Wniebowzięcia NMP w Tbilisi spotkał się z zakonnikami, zakonnicami i kapłanami tego kościoła. O 17:00 przed Centrum Pomocy Kamilianów spotkał się z beneficjentami oraz operatorami dzieł charytatywnych Kościoła. O 18:00 odwiedził prawosławną katedrę Sweti Cchoweli w Mcchecie.
- 2 października 2016

O 7:55 odbyła się ceremonia pożegnalna na lotnisku w Tbilisi, po której o 8:10 papież odleciał samolotem do Azerbejdżanu. O 9:30 samolot z papieżem wylądował na lotnisku w Baku. O 10:30 odbyła się msza święta w Kościele Niepokalanego Poczęcia Najświętszej Marii Panny w Baku. O 12:45 papież zjadł obiad z salezjanami; o 15:30 spotkał się z prezydentem Azerbejdżanu İlhamem Əliyevem. O 17:45 w Heydar Aliyev Centre Papież spotkał się z władzami meczetu, kaukaskimi muzułmanami, prawosławnym biskupem Baku i przewodniczącym azerskiej gminy żydowskiej. O 19:00 odbyła się ceremonia pożegnalna na lotnisku w Baku. O 19:15 azerskiego czasu papież odleciał samolotem do Rzymu; samolot z papieżem wylądował na lotnisku w Rzymie o 22:00.